# Gyomorrák
A gyomorrák a rákbetegség egyik formája, amely a gyomor falában alakul ki.
Definíció szerint a gyomor adenokarcinóma egy hámszövetrák, amelynek központja több mint 2 cm-rel az özofagogasztrikus csomópont alatt, az e határérték feletti elváltozások a szív daganatainak minősülnek. Kezelésük specifikus.
Úgy tűnik, hogy a legtöbb gyomorrák oka egy baktérium, a Helicobacter pylori megtelepedése és elszaporodása, amely egy onkogén fehérjét termel („Cag”, vagy CagA) és amely a sóban gazdag étrendet kedveli.

## Gyakorisága
A gyomorrák a második vezető halálok világszerte.
Gyakoribb Japánban, Kínában, Chilében és Írországban viszont éves előfordulása a 21. században folyamatosan csökken.
Az ötéves túlélés 10-15%. A betegek 80%-át 65 éves kor felett diagnosztizálják. Kétharmaduk akkor már előrehaladott állapotban van.

### Kockázati tényezők
A gyomorrák statisztikailag az alacsony társadalmi-gazdasági szinthez és a speciális táplálkozási szokásokhoz (dohányzás, alkoholizálás, sózás) kapcsolódik. A környezeti kockázati tényezők tehát:
- alacsony A-, C- és E-vitamin-fogyasztás[1] (kevés friss termék)
- nitrátokban és/vagy sóban gazdag étrend[6] Laboratóriumi állatokban az élelmiszerbolusban lévő sótöbblet elősegíti a gyomorrák kialakulását azáltal, hogy növeli a Helicobacter pylori virulenciáját, ami a CagA onkogén fehérje fokozott termeléséhez vezet. A mongol futóegereket sós táplálékkal etették, amelyek egy része egy normál, vadon élő H- törzzsel volt megfertőzve. pylori cagA+-nak, a többieket pedig egy izogén cagA− mutáns törzs, amely nem termeli ezt a fehérjét. Négy hónappal a fertőzés után 100%-ukban észleltek gyomor adenokarcinómát CagA fehérjét termelő törzzsel fertőzött és sós étrendnek kitett állatoknál. 58%-ukban pedig az azonos törzsnek kitett, de sómentes étrendet fogyasztó állatoknál, de egyiknél sem volt fertőzött a cagA-mutáns törzzsel és a legsósabb táplálékot fogyasztó állatoknál volt a legtöbb rákos megbetegedés, gyomorgyulladás és a legmagasabb pH a esetén (lúgosabb kémhatás):
- forró ételek-italok fogyasztása (Japán)
- dohányzás
- alkoholizmus[7]

Bizonyos körülmények elősegítik a gyomorrákot, úgymint:
- gyomorműtét után
- gyomorgyulladások (gasztritisz), beleértve a reflux vagy a Helicobacter pylori[8] által okozott fertőzést, egy Gram-negatív baktériummal, amely az emberrel együtt fejlődött,[9] és a világon az emberiség körülbelül felében előfordul, és amely könnyen belakja a gyomrot, és ott is marad azáltal, hogy ellenáll a savasságának és még az erős immunválasznak is.[10][11] A genetikai és szerkezeti sokféleség[12] fontos ebben a baktériumban,[13] amely lehetővé teszi számára, hogy alkalmazkodjon gazdáihoz.[14] Azonban csak bizonyos típusú Helicobacter tűnik károsabbnak.[15]

Végül, vannak genetikai hajlamok a gyomorrákra (kevesebb mint az esetek 3%-ában):
- HNPCC szindróma
- familiáris rectocolic adenomatosus polyposis
- Peutz-Jeghers szindróma
- fiatalkori polipózis
- örökletes diffúz gyomorrákok (a genetikai formák harmadát alkotó Kadherin-1 fehérjét kódoló gén mutációja[16]

A rákos megbetegedések előfordulási gyakoriságának földrajzi eltérése valószínűleg inkább környezeti, mint genetikai tényezőnek tudható be, amint azt a migránsok gyermekeinek megbetegedési gyakoriságának alakulása is igazolja.

## Patológia
Ezek adenokarcinómák az esetek 85%-ában. Két formájukat különböztetjük meg:
- bélformák (meglehetősen jól differenciált), amelyeknek különböző fejlődési formáit írják le : invazív vagy felületes, vegetatív vagy fekélyes
- gyomor-bélgyulladás, makroszkópos diagnózis (megvastagodott fehéres merev fal, vászon megjelenésű)

Független sejtek „cicagyűrűben” a gyomor nyálkahártya-gyulladása mellett, de nem kizárólagosan.
A többi ritkán előforduló szövettani forma, az esetek kevesebb mint 15%-ában limfómák (például a MALT típusúak), és 1–3% esetében szarkómák (különösen a GIST) és más daganatokból származó áttétek.
A gyomordaganatok két osztályozási rendszere létezik: a japán osztályozás és az Európában és Amerikában sokkal inkább használt TNM osztályozás,:
- T0 nincs daganat

In situ daganat
- T1 kiterjesztése a nyálkahártyára vagy a nyálkahártya alá
- T2a kiterjesztése a muscularisra
- T2b kiterjesztése a subserosa felé
- T3 kiterjesztése a serosa felé
- T4 kiterjesztése a szomszédos szervekre (lép, keresztirányú vastagbél, máj, rekeszizom, hasnyálmirigy, hasfal, mellékvese, vese, vékonybél vagy retroperitoneum)
- N0 nincs nyirokcsomó
- N1 proximális nyirokcsomók
- N2 regionális nyirokcsomó
- N3 távoli nyirokcsomók (máj, lép)
- M0 nincs áttét
- M1 metasztázis (beleértve a Troisier-nyirokcsomót is)

## Tünetei
Epigasztrikus fájdalom, a hasi súlycsökkenés és a vérszegénység jelei a leggyakrabban észlelt tünetek. A gyomor is jelentősen megduzzadhat, de a specifitás alacsony marad, ami ilyen típusú állapotra utal. A diagnosztikai késleltetést az első klinikai tünetek megjelenése után egy évre becsülik.

## Diagnózisa
A gyomorrák diagnózisának felállítása gyakran későn történik, tekintettel a daganat mély természetére és a kis elváltozásokból eredő tünetek hiányára. A diagnózis felállításához elengedhetetlen vizsgálatok a gyomorfibroszkópia és a mellkas-hasterület CT-je.
A különböző tumormarkerek kevéssé hasznosak e rák kiszűrésében vagy monitorozásában.

### Gyomor fibroszkópia
A felső emésztőrendszeri endoszkópia vagy a gyomorfibroszkópia lehetővé teszi biopsziás minták vételét a patológiai elemzéshez és a diagnózis gyors megerősítéséhez. A biopsziának többszörösnek kell lennie. Kombinálható ultrahanggal (echoendoszkópia), amely lehetővé teszi a T stádiumok (TNM osztályozás) helyes rétegezését. A gyomorfibroszkópiát járóbeteg-ellátásban végzik, és 10-20 percig tart.

### CT-vizsgálat
A mellkas-hasi CT vagy a TAP szkenner lehetővé teszi a daganat kiterjedésének és esetenként működőképességének felmérését egy vizsgálat során. Lehetővé teszi a nyirokcsomók és/vagy áttétek felfedezését.

### Választható vizsgálatok
Feltáró laparoszkópia javasolt, ha a daganat nagy, CT-vizsgálaton megkérdőjelezhető irthatósággal, májáttétek vagy peritoneális carcinomatosis gyanúja esetén.
Ha bármilyen kétség merül fel a CT-n áttétes lézióval kapcsolatban, máj MRI-re lehet szükség a hipotézis kizárására.

## Kezelése
A gyomorrák kezelése az ajánlások közzétételének tárgya volt, amelyeket az „Európai Orvosi Onkológiai Társaság” 2016-ban adott ki.

### Terápiás módszerek

#### Fibroszkópos abláció
Javasolható kis daganatokra, az alatta lévő nyálkahártya megsértése nélkül. A nyirokcsomók megnagyobbodásának kockázata ezekben az esetekben nagyon alacsonynak tekinthető. A későbbi prognózis ekkor kiváló. Ez a technika néha kiterjeszthető, ha a gyomornyálkahártya felé kicsi a kiterjedés.

#### Sebészeti eljárás
A műtét az egyetlen lehetséges gyógymód a gyomorrák kezelésére. Ez a betegek 50%-ánál kevesebbnél alkalmazható. A műtéti eljárás a daganat helyétől és kiterjedésétől függ. A műtét ellenjavallt, ha a kimetszés nem lehet teljes, vagy ha a beteg egészségi állapota nem teszi lehetővé a beavatkozás kielégítő posztoperatív kockázat nélkül történő végrehajtását. A gyógyító műtéttel összefüggő halálozást 7%-ra becsülik
A reszekciós szegélyek extemporális (tehát a műtét során azonnali) vizsgálata javasolt, amely lehetővé teszi a beavatkozás folytatásának eldöntését.
Antrális rák esetén distalis gasztrektómiát végeznek gastrojejunalis anasztomózissal. A biztonsági határnak 4 cm-nél nagyobbnak kell lennie, ha a rák bélszöveti típusú, és 8 cm, ha a rák diffúz szövettani típusú (Lauren-osztályozás).
Testi rák vagy nagyobb tuberositas esetén teljes gasztrektómiát végeznek oesophagejejunalis anasztomózissal Roux Y hurok segítségével.
Nagyobb görbületű T3-T4 típusú daganatos megbetegedések és/vagy a lépartéria lymphadenopathiája esetén a szituációtól függően szplenektómia (a lép eltávolítása) is szóba jöhet.
Ha a szomszédos struktúrák beszűrődését észlelik, akkor egy darabos kimetszést kell végezni, az alkatrész feldarabolása vagy elszakadása nélkül (biopszia tilos).
A daganatos műtétet nyirokcsomó-kimetszésnek kell kísérnie. Ennek a tisztításnak lehetővé kell tennie legalább 20 nyirokcsomó elemzését a gyomor közelében. Ennek a nyirokcsomó-disszekciónak a pontos kiterjesztése még mindig vita tárgyát képezi, de úgy tűnik, hogy a kiterjesztett nyirokcsomó-eltávolítás nem hoz semmilyen nyereséget a túlélés szempontjából.
A becsült azonnali szövődmények 10%-os nagyságrendűek: intraabdominalis fertőzések, hasnyálmirigy-gyulladás, fisztulák.
A gasztrektómia káros hatásai az anasztomózis zavarai, az anasztomózisos nyílások fekélyei, sérvek, epekövesség, hasmenés, dumping syndrome, vas-, B12-vitamin- vagy folsavhiány.
A műtét hagyományos módon is elvégezhető « feltárással » vagy laparoszkópiával (műszerek bevezetése és kezelése kis bemetszéssel és a műtéti mező vizualizálása egy ugyanilyen módon bevezetett kis kamerával).

#### Radioterápia
A sugárterápia önmagában nem bizonyítottan hatékony a gyomorrák gyógyító kezelésében, kivéve a lokalizált (de sebészileg nem irtható) betegség eseteit. Másrészt néha palliatív kezelésben alkalmazzák, akár a gyomor felső vagy alsó nyílásának daganatnövekedés miatti elzáródása, akár gyomorvérzés esetén, vagy akár fájdalomcsillapító céllal.
A sebészeti beavatkozás előtt végzett sugárterápia előnyös lehet, bár korlátozott hatásúnak tűnik.

#### Radiokemoterápia
Úgy tűnik, hogy az 5-FU-n alapuló kemoterápiával kombinált sugárterápia csökkenti a visszaesés kockázatát a lokálisan előrehaladott gyomorrák miatt operált betegeknél. A felhasznált protokoll neve Mac Donald-protokoll, tíz-tizenkét kemoterápiás kúrát (azaz öt-hat hónapos kezelést) és sugárterápiát kombinál a harmadik kemoterápiás ciklustól számított öt hétig. Ez egy agresszív kezelés, amelyet olyan betegek számára kell fenntartani, akik elviselik.

#### Kemoterápia
A műtét után megkezdett adjuváns kezelésben a kizárólagos kemoterápia vizsgálati eredményei ellentmondásosak. A 2000 előtti kísérletek többsége azonban csalódást keltő. Néhány újabb tanulmány jobb eredményeket ad: ECF protokoll (epirubicin, cisplatin, 5-FU), más néven MAGIC.
Áttétes betegség esetén a palliatív ellátáshoz képest a kemoterápia javítja a beteg túlélési esélyeit és életminőségét. A válaszadási arány 15 és 51% között van, az átlagos túlélés 6-10 hónap a vizsgálatoktól függően. Az áttétek esetén használható gyógyszerek a doxorubicin, az epirubicin, az 5-fluorouracil, a metotrexát, a ciszplatin és a docetaxel. Nincs elfogadott standard kombinált kemoterápia az áttétes betegségekre. Úgy tűnik, hogy ma a DCF-protokoll (docetaxel, 5FU, cisplatin) adja a legjobb eredményeket, de magas toxicitással. Az ECF protokollt (epirubicin, cisplatin, 5-FU) több országban alkalmazzák. Az ELF protokollt (etopozid, leukovorin, 5-FU) néha a jobb toleranciája miatt is használják, különösen idősebb és elesettebb betegeknél.
E rákos megbetegedések ötödében a HER2 fehérje túlzott expressziója az, ami terápiás célpontot jelent. Ezekben a formákban a trasztuzumab hozzáadása lehetővé teszi a túlélési idő kismértékű növekedését. Rezisztens formákban a 'trastuzumabderuxtecan kombináció további előnyökkel járhat.
Időnként intraperitoneális kemoterápiát javasolnak annak érdekében, hogy csökkentsék a peritoneális carcinomatosis rossz prognózisú progressziójának kockázatát.

## Monitorozás
[FFCD ajánlás]
Mivel a monitorozás szociológiai haszna a daganat teljes eltávolítása után sem igazolt, sem cáfolhatatlan, a monitorozás relevanciája a pácienstől és attól függ, hogy kiújulás esetén mennyire tolerálja az új kezelést.
Gasztrektómia vagy szplenektómia esetén ezeket a műtéteket nyomon kell követni.
Ha a daganat eltávolítása csak részleges, vagy nyirokcsomók is érintettek, a kezelés folytatásáról a tünetek alapján döntenek.

## Prognózis
Úgy tűnik, hogy Japánban lényegesen jobb, mint más országokban, ami valószínűleg a korai felismerési politikához kapcsolódik egy magas előfordulási gyakoriságú országban. Más országokban a halálozás eléri a 75%-ot.

## Megelőzése
Az acetilcisztein hatékonyságával kapcsolatos vizsgálatok azonban meglehetősen ellentmondásos eredményeket adnak, különösen a Helicobacter pylori baktériumok sokfélesége miatt, amelyek génjei meglehetősen változatosak (a variabilitás indokolja az antibiotikum-rezisztenciát is). A páciens Helicobacter baktériumainak genomiális elemzése segítene a prognózis és a kezelés optimalizálásában. A baktériumok különösen a p53 gént gátolják, ami lehetővé teszi a rákos sejtek szaporodását. Egy másik magyarázat a Caga-toxin aktiválódásához köthető az Epstein-Barr-vírussal összefüggésben. Az antibiotikumos kezelés hatékonysága az esetek 80%-ára korlátozódik, különösen a biofilmek jelenléte miatt. Egy újabb mikrobiológiai nézet megjegyzi, hogy a baktériumok a lakosság legalább felében élnek, ami inkább oka lehet az irritábilisbél-szindrómának.
A baktériumok az elhízás és a cukorbetegség esetén is felléphetnek. Csak a baktériumok bizonyos genetikai módosításainak lehet rákkeltő hatásuk. A baktériumok virulenciagénjei különösen a biofilmben megfigyelt gének átvitelében és külső tényezők (élelmiszer stb.) hatására fejeződhetnek ki. Ez utóbbi gének felkutatása megfontolható egy vakcina kifejlesztése céljából. Ezeknek a variációknak a metagenomikus elemzésével történő kimutatása azonban meglehetősen bonyolultnak tűnik, tekintettel a megfigyelt nagy változatosságra. A baktériumok hatása inkább ahhoz a képességéhez kötődik, hogy biofilmet hozzon létre, amely a nyálkahártyát megtámadva fekélyt vagy rákot okoz. Így a Helicobactert tartalmazó biofilmben a gének 8%-a jobban expresszálódik, mint a plankton (mobil) formák. Az acetilcisztein gátolná a biofilmjét, így bizonyos tanulmányok szerint legalább 10%-kal növeli a baktériumok hatás általi kiirtásának esélyét az antibiotikumokkal szemben. Az acetilcisztein hatékonyságára vonatkozó vizsgálatok azonban meglehetősen ellentmondásos eredményeket adnak[72], különösen a Helicobacter pylori baktériumok sokfélesége miatt, amelyek génjei meglehetősen változatosak (a variabilitás indokolja az antibiotikum rezisztenciát). A páciens Helicobacter baktériumainak genomiális elemzése segítene a prognózis és a kezelés optimalizálásában.

## Fordítás
- Ez a szócikk részben vagy egészben  a   Cancer de l'estomac című francia Wikipédia-szócikk ezen változatának fordításán alapul.  Az eredeti cikk szerkesztőit annak laptörténete sorolja fel. Ez a jelzés csupán a megfogalmazás eredetét és a szerzői jogokat jelzi, nem szolgál a cikkben szereplő információk forrásmegjelöléseként.

### Bibliográfia
- (angolul) Fox J, and T Wang (2007), Inflammation, atrophy, and gastric cancer. J Clin499Invest117:60–69
- (angolul) IARC (1994), Schistosomes, liver flukes andHelicobacter pylori. IARC Working Group on the Evaluation of Carcinogenic Risks to Humans. Lyon, 1994. június 7–14. IV secretion. Science287:1497–1500
- (angolul) Hatakeyama M (2011), Anthropological and clinical implications for the structural diversity of the Helicobacter pylori CagA oncoprotein. Cancer Sci102:36–43 (résumé)
- (angolul) Duncan SS, Valk PL, McClain MS, Shaffer CL, Metcalf JA, Bordenstein SR, Comparative genomic analysis of East Asian and non-Asian Helicobacter pylori strains identifies rapidly evolving genes ; Cover TL. PLoS One. 2013; 8(1):e55120. Hozzáférés: 2013. január 31.
- (angolul) Evans DJ Jr, Evans DG. (2001), Helicobacter pylori CagA: analysis of sequence diversity in relation to phosphorylation motifs and implications for the role of CagA as a virulence factor ; Helicobacter. 2001 Sep; 6(3):187-98 (résumé).
- (angolul) Higashi H, Yokoyama K, Fujii Y, Ren S, Yuasa H, Saadat I, Murata-Kamiya N, Azuma T, Hatakeyama M. (2005), EPIYA motif is a membrane-targeting signal of Helicobacter pylori virulence factor CagA in mammalian cells ; J Biol Chem. 2005. június 17.; 280(24):23130-7. Hozzáférés: 2005. április 13.